# Robert Desgabets
Dom Robert Desgabets était un professeur de philosophie cartésienne à Saint-Maur (en Lorraine), né à Ancemont en 1610 et mort en 1678 au prieuré de Breuil à Commercy.

## Biographie
Devenu moine de l'ordre des Bénédictins en 1636, il enseigne la théologie à l'école Saint-Evre (à Toul) entre 1635 et 1655 ; il fut également procureur général en 1648 et 1649.
Relativement peu connu aujourd'hui, il a pourtant joué un rôle important dans le développement de la philosophie cartésienne, notamment à Paris et Toulouse. Ses principaux écrits philosophiques ne furent imprimés qu'en 1983 ; ses contributions font de lui un pionnier dans son domaine (l'étude de la transfusion sanguine et du Mécanisme) et un défenseur de la première heure de la philosophie cartésienne, particulièrement de la thèse de la libre création par Dieu des vérités éternelles rejetée par Nicolas Malebranche, d'une façon qui lui est propre (certaines de ses idées sont proches de l'empirisme).
C'est à Metz, au monastère de Saint Arnoù, où il enseignait alors la philosophie (puis devint plus tard prieur), qu'il fit sa première transfusion sanguine sur des animaux en 1650. Il en a informé son ami Clerselier. Les appareils de transfusion dont s'est servi le moine lorrain pour ses expériences ont été conservé à Metz d'après le témoignage de Dom Calmet.

## Œuvres
- Robert Desgabets, Discours de la communication ou transfusion du sang, Paris, 1668.
- Robert Desgabets (publié anonymement), Considérations sur l’état présent de la controverse touchant le Très Saint-Sacrement de l'autel, Hollande, 1671.
- Robert Desgabets, Critique de la Critique de la Recherche de la vérité, Paris, 1675.